# Brackmarsch
Eine Brackmarsch ist die Bezeichnung für eine Marsch, deren Sedimente in der Brackwasserzone gebildet wurden. Sie ist häufig arm an Carbonaten, da in der Brackzone wenig Muscheln vorkommen und damit auch wenig Muschelkalk zurückgeblieben ist. Die Brackmarsch ist kein eigenständiger Bodentyp mehr, sondern wird den anderen Marschböden zugeschlagen; häufig der Kleimarsch. Flächen finden sich meist direkt am Geestrand oder in der Nähe von Flussmündungen.